# Ștefănești (Botoszany)
Ștefănești – miasto w Rumunii, w okręgu Botoszany.